# Maceda paniensis
Maceda paniensis är en fjärilsart som beskrevs av Holloway 1979. Maceda paniensis ingår i släktet Maceda och familjen trågspinnare. Inga underarter finns listade i Catalogue of Life.